# Jens Søndergaard (Musiker)

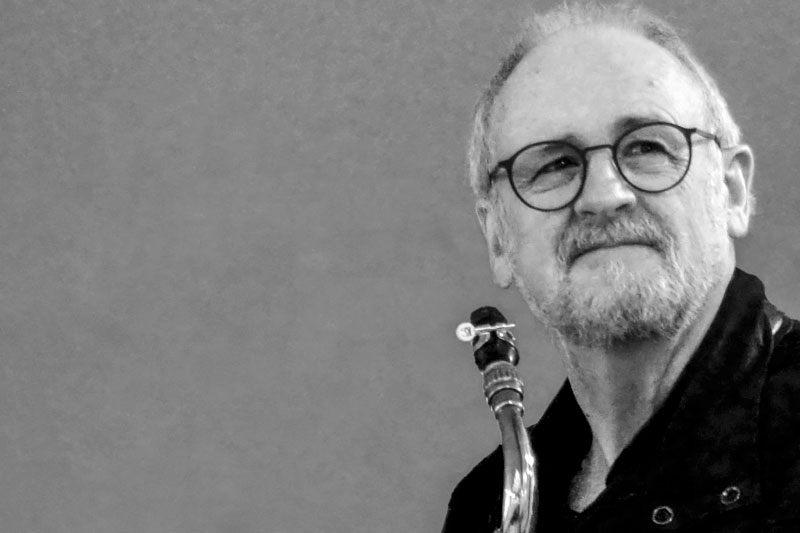
Jens Søndergaard (2017)

Jens Christian Søndergaard (* 4. Februar 1945 in Kopenhagen) ist ein dänischer Jazzmusiker (Altsaxophon, auch Sopran- und Baritonsaxophon, Komposition).

## Leben und Wirken
Søndergaard begann als Jugendlicher, auf der Klarinette Jazz zu spielen. Beeinflusst von Duke Ellington leitete er zwischen 1963 und 1965 eine eigene Band, um dann ab 1965 im Søndergaard-Nehammer Quintet Bebop zu spielen. Zwischen 1967 und 1978 war er Mitglied von Leonardo Pedersens Jazzkapel, die auch Harry Sweets Edison, Wild Bill Davison oder Eddie Lockjaw Davis begleitete, um dann mit der Gruppe Swingstyrke 7 zu arbeiten, mit der Kenny Drew, Ed Thigpen, Clark Terry, Thad Jones oder Richard Boone auftraten. Auch holte ihn Etta Cameron in ihre Band.
Seit 1981 leitete Søndergaard sein eigenes Quartett, dem unter anderem Marilyn Mazur angehörte; das Quartett hat auch den Dichter Peter Poulsen begleitet. In den 1980er Jahren spielte er in eigenen Gruppen mit führenden Musikern Dänemarks, ab 1985 in der Unit 4 unter anderem mit Jørgen Emborg. 1982 war er mit der White Label Jazz Group auf Tournee in der UdSSR. Ab der zweiten Hälfte der 1980er Jahre hat er mit Lee Konitz gearbeitet, der ihn unterrichtete und stark beeinflusste, und mit diesem, aber auch im Quartett mit Enrico Pieranunzi aufgenommen. Anlässlich der Verleihung des Jazzpar-Preis an Konitz 1992 leitete er das Nonett, mit dem dieser auftrat. Ebenfalls 1992 wurde er Mitglied von Klüvers Big Band, in der er mit Solisten wie Bob Mintzer oder Deborah Brown arbeitete, später trat er mit der Bigband von Ib Glindemann und mit Benny Golson auf. 2007 gründete er die Band Art of Pepper, die sich der Musik von Art Pepper widmete und das Album More Pepper aufnahm. 2008 veröffentlichte er ein Duo-Album mit dem amerikanischen Pianisten Kenny Werner, das als dänisches Jazz-Album des Jahres herausgestellt wurde.

## Preise und Auszeichnungen
Søndergaard erhielt 1974 einen Preis als bester ausländischer Solist auf dem Jazzfestival von Prerov. 1995 wurde er mit dem Gaffelprisen geehrt. 2017 wurde er mit dem Ehrenpreis des Ben Webster Prize ausgezeichnet.

## Diskographische Hinweise
- No Coast (Storyville 1987, mit Morten Højring, Klavs Hovman, Bjarne Rostvold)
- Jens Søndergaard Quartet Featuring Lee Konitz Konitz in Denmark ’89 (Right Tone 1989, mit Morten Højring, Hugo Rasmussen, Bjarne Rostvold)
- Lee Konitz Jazzpar Prize 1992 (Storyville 1994,  mit Jeff Davis, Allan Botschinsky, Erling Kroner, Niels Gerhardt, Peter Gullin, Butch Lacy, Jesper Lundgaard, Svend-Erik Nørregaard)
- Hörnfeldt / Søndergaard Cool Scandinavian Five (BIBA Records 2000, mit Sören Bo Addemos, Jesper Carlsen und Magnus Forsberg)
- Kenny Werner & Jens Søndergaard Play Balads: A Time for Love (Stunt 2008)
- Jens Søndergaard & Bob Rockwell More Golson (Stunt 2012)